# Guy Bourgeois
Pour les articles homonymes, voir Bourgeois.
Guy Bourgeois, né le 26 février 1958 à Amos, est un cadre municipal et homme politique québécois. 
Il est député à l'Assemblée nationale du Québec de la circonscription d'Abitibi-Est de 2014 à 2018 en tant que membre du Parti libéral du Québec.

## Biographie
Guy Bourgeois détient un baccalauréat en sciences administratives de l'Université du Québec en Abitibi-Témiscamingue (UQAT). Il occupe des emplois de chargé de cours, de directeur de centres commerciaux et de directeur du groupe de soutien à l'Entreprise Jeunesse de l'Abitibi-Témiscamingue. À partir de 1996, il est directeur du développement économique pour la ville d'Amos ainsi qu'à partir de 2003, agent pour des groupes liés au développement économique de l'Abitibi-Témiscamingue.
Avant d'être élu député libéral dans Abitibi-Est en 2014, il est conseiller municipal de la Ville d'Amos. Lors de son mandat en tant que député, il est adjoint parlementaire au ministre de l'Énergie et des Ressources naturelles et ministre responsable du Plan Nord (volet retombées économiques du Plan Nord), ainsi qu'adjoint parlementaire au ministre de l'Énergie et des Ressources naturelles et ministre responsable du Plan Nord. Il est défait par le caquiste Pierre Dufour aux élections de 2018. Il se présente en 2022 dans la circonscription d'Abitibi-Ouest mais il est défait de nouveau.

## Résultats électoraux
|                                                                                               | Nom                      | Parti            | Nombre de voix | %      | Maj.  |
| --------------------------------------------------------------------------------------------- | ------------------------ | ---------------- | -------------- | ------ | ----- |
|                                                                                               | Suzanne Blais (sortante) | Coalition avenir | 10 399         | 46,7 % | 5 780 |
|                                                                                               | Samuel Doré              | Parti québécois  | 4 619          | 20,8 % | -     |
|                                                                                               | Alexis Lapierre          | Québec solidaire | 3 623          | 16,3 % | -     |
|                                                                                               | François Vigneault       | Conservateur     | 2 293          | 10,3 % | -     |
|                                                                                               | Guy Bourgeois            | Libéral          | 1 153          | 5,2 %  | -     |
|                                                                                               | Jonathan Blanchette      | Union nationale  | 159            | 0,7 %  | -     |
| Total                                                                                         | Total                    | Total            | 22 246         | 100 %  |       |
| Le taux de participation lors de l'élection était de 63,7 % et 319 bulletins ont été rejetés. |                          |                  |                |        |       |

|                                                                                               | Nom                     | Parti               | Nombre de voix | %      | Maj.  |
| --------------------------------------------------------------------------------------------- | ----------------------- | ------------------- | -------------- | ------ | ----- |
|                                                                                               | Pierre Dufour           | Coalition avenir    | 8 967          | 42,7 % | 4 877 |
|                                                                                               | Élizabeth Larouche      | Parti québécois     | 4 090          | 19,5 % | -     |
|                                                                                               | Guy Bourgeois (sortant) | Libéral             | 3 936          | 18,8 % | -     |
|                                                                                               | Lyne Cyr                | Québec solidaire    | 3 287          | 15,7 % | -     |
|                                                                                               | Mélina Paquette         | Vert                | 356            | 1,7 %  | -     |
|                                                                                               | Éric Caron              | Citoyens au pouvoir | 355            | 1,7 %  | -     |
| Total                                                                                         | Total                   | Total               | 20 991         | 100 %  |       |
| Le taux de participation lors de l'élection était de 63,8 % et 551 bulletins ont été rejetés. |                         |                     |                |        |       |

|                                                                                               | Nom                           | Parti            | Nombre de voix | %      | Maj.  |
| --------------------------------------------------------------------------------------------- | ----------------------------- | ---------------- | -------------- | ------ | ----- |
|                                                                                               | Guy Bourgeois                 | Libéral          | 8 476          | 41,1 % | 2 159 |
|                                                                                               | Élizabeth Larouche (sortante) | Parti québécois  | 6 317          | 30,6 % | -     |
|                                                                                               | Sylvain Martel                | Coalition avenir | 3 927          | 19 %   | -     |
|                                                                                               | Valérie Dufour                | Québec solidaire | 1 469          | 7,1 %  | -     |
|                                                                                               | Richard Trudel                | Option nationale | 235            | 1,1 %  | -     |
|                                                                                               | Maxym Perron-Tellier          | Conservateur     | 202            | 1 %    | -     |
| Total                                                                                         | Total                         | Total            | 20 626         | 100 %  |       |
| Le taux de participation lors de l'élection était de 62,9 % et 525 bulletins ont été rejetés. |                               |                  |                |        |       |